# Hushagen

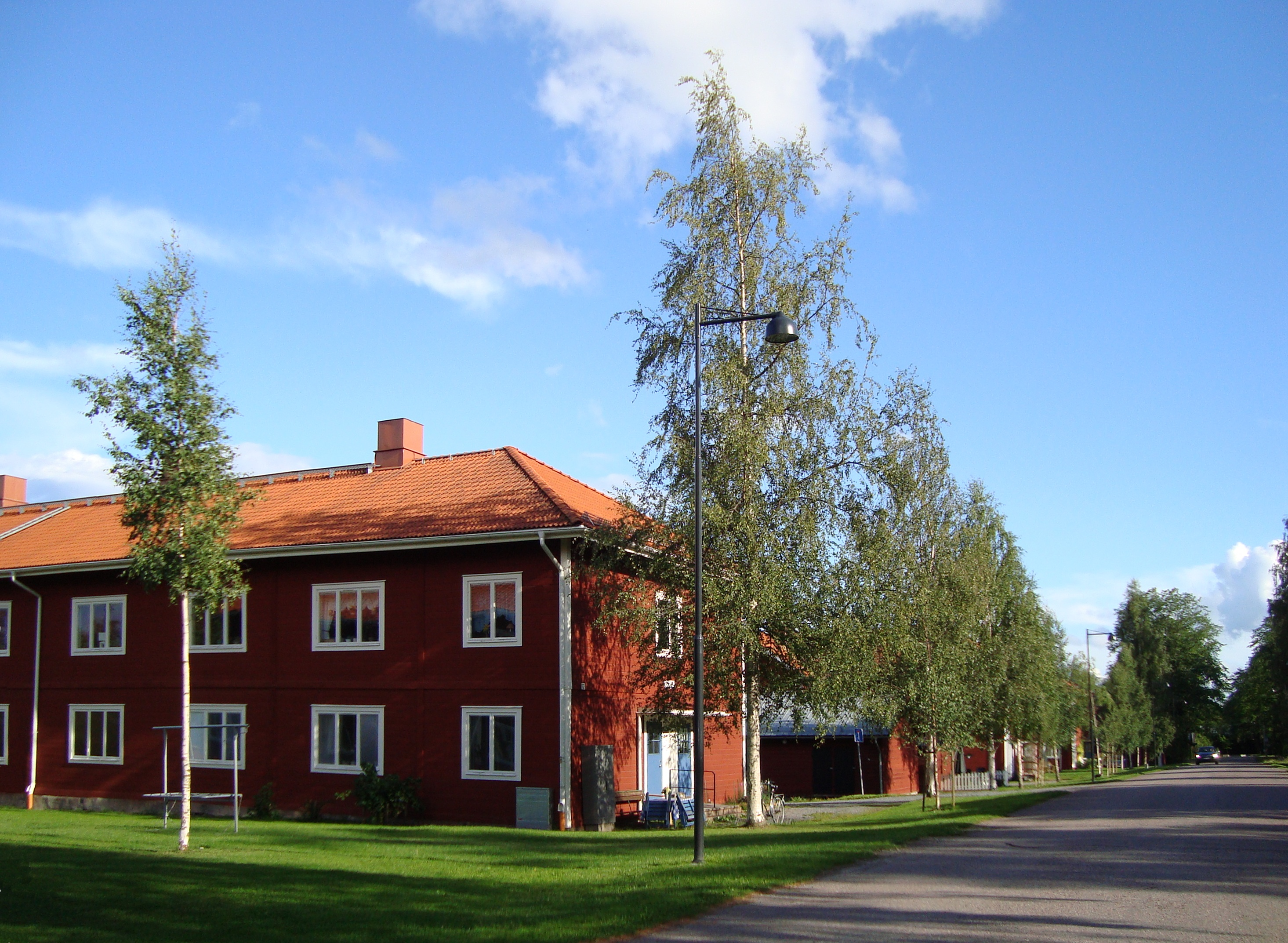
Hushagen

Hushagen är Borlänges äldsta bostadsområde och uppfördes i slutet av 1800-talet som bostäder åt arbetarna i närliggande Domnarfvets jernverk. Nu för tiden är Hushagen en väldigt populär stadsdel, mycket tack vare sin bevarade charm, gällande både hus och närmiljö.